# Tbilisi Marriott Hotel

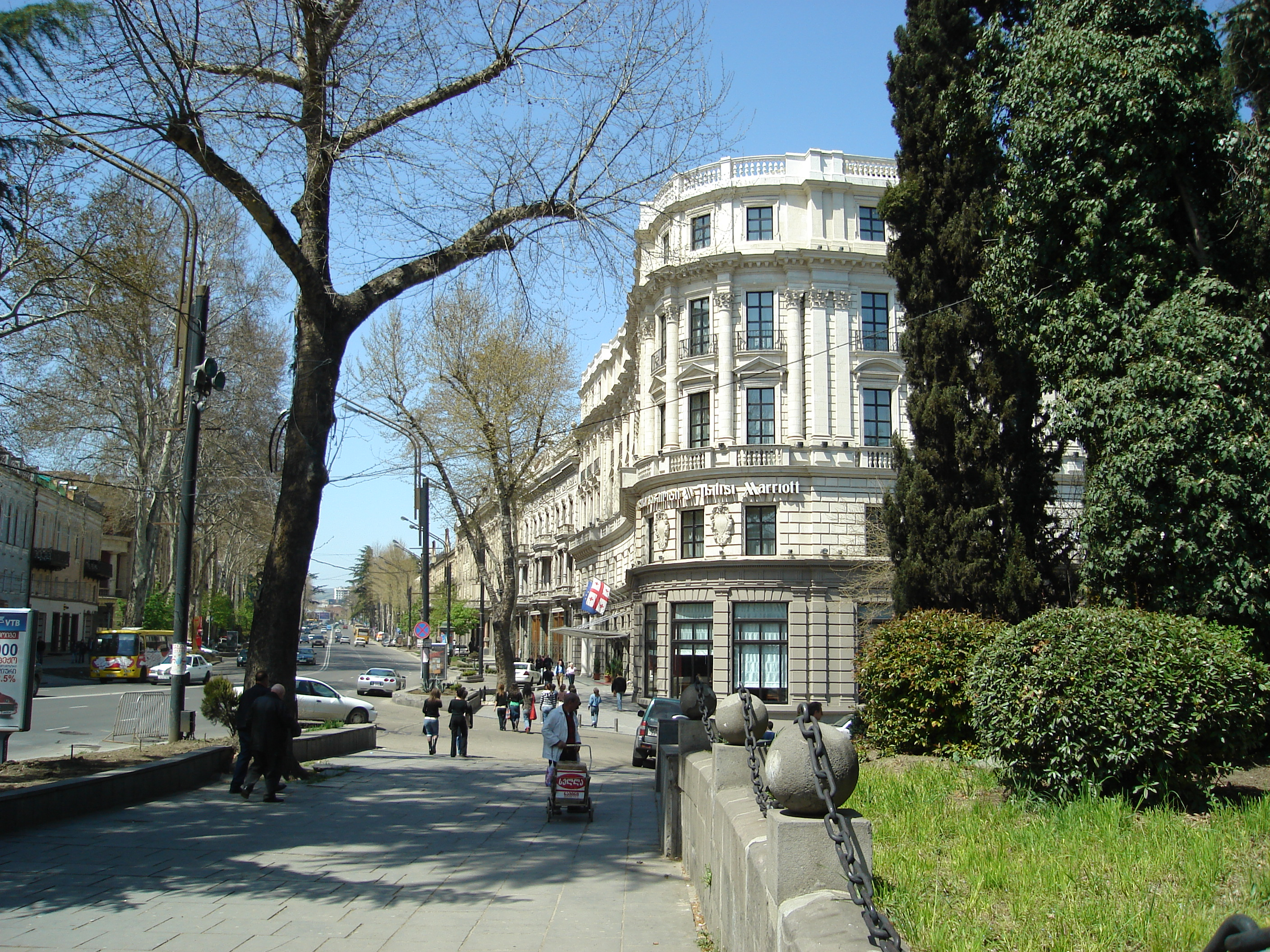
Tbilisi Marriott Hotel vid Rustaveliavenyn.

Tbilisi Marriott Hotel (georgiska: სასტუმრო თბილისი მარიოტი, Sastumor Tbilisi Marioti) är en lyxhotell tillhörande hotellkedjan Marriott International, belägen i Georgiens huvudstad Tbilisi. Hotellet är beläget på Rustaveliavenyn 13 i hjärtat av gamla Tbilisi och är känt för dess eleganta inredning, däribland en stor lobby med kristallkronor och förgyllda kolumner, och ett stort balrum med plats för upp till 200 personer. Hotellet har 127 rum och är beläget nära flera av Tbilisis museer, gallerior och teatrar.

### Fotnoter
1. ↑  ”Marriott Tbilisi Hotel”. Marriott International. http://www.marriott.com/hotels/travel/tbsmc-tbilisi-marriott-hotel/. (engelska)